# Оссолинский, Иосиф Максимилиан
Иосиф Максимилиан Оссолинский (1748, Воля-Мелецка — 17 марта 1826, Вена) — польский аристократ, библиограф и историк.
Представитель польского магнатского рода Оссолинских герба «Топор». Единственный сын Михаила Оссолинского (ок. 1716 — после 1788) и Анны Жаневской (после 1724—1788).
Рано заинтересовался отечественной историей и литературой и стал собирать библиотеку. Отправившись в 1789 г. в качестве члена галицкой депутации к Леопольду II в Вену, Оссолинский остался там навсегда. Энергично ратовал за распространение просвещения в Галиции, и ходатайствами перед императором, и статьями («О potrzebie nauki prawa w kraju naszym» и др.); вел дружбу с учеными славистами.
Свои огромные собрания книг и рукописей, музей и большие капиталы Оссолинский пожертвовал на образование польского национального института во Львове (Львовский институт Оссолинских). Из сочинений Оссолинского наиболее ценно: «Wiadomosci historyczuo-krytyczne do dziejyw literatury polskiej» (Краков, 1819—22, 3 т.; 4-й т. издан по рукописи, Белёвским, в 1852 г.).